# Störfall
Als Störfall bezeichnet man gemeinhin eine Störung des bestimmungsgemäßen Betriebes eines Kernkraftwerks oder einer technischen Anlage, insbesondere der chemischen Industrie. Bestimmungsgemäßer Betrieb ist der Betrieb innerhalb des Rahmens der technischen Auslegung der Anlage und der Genehmigung der zuständigen Behörde.
Als verwaltungsrechtlicher Begriff wird der Störfall unterschiedlich definiert – für verschiedene technische Anlagen bzw. Betriebe – und im Zuge von technischer Weiterentwicklung und internationaler Harmonisierung bisweilen angepasst. Störfälle zählen gemeinhin zu meldepflichtigen Ereignissen gegenüber der zuständigen Aufsichtsbehörde und gehören zu den schwerwiegenderen Ereignissen. In den Medien wird häufig der Begriff Zwischenfall gebraucht, wenn ein Ereignis unterhalb des Störfalls eingeordnet wurde oder die Einordnung noch nicht erfolgt ist.

## Kerntechnik
In der Kerntechnik ist in Deutschland ein Störfall gemäß § 1 Abs. 18 der Strahlenschutzverordnung ein „Ereignisablauf, bei dessen Eintreten der Betrieb der kerntechnischen Anlage, der Anlage zur Erzeugung ionisierender Strahlung oder die Tätigkeit aus sicherheitstechnischen Gründen nicht fortgeführt werden kann und für den die kerntechnische Anlage oder die Anlage zur Erzeugung ionisierender Strahlung auszulegen ist oder für den bei der Tätigkeit vorsorglich Schutzvorkehrungen vorzusehen sind.“ Er unterscheidet sich vom Unfall dadurch, dass sich die Auswirkungen auf die Anlage beschränken. Auf der Internationalen Bewertungsskala für nukleare Ereignisse (INES) entspricht ein Störfall in einer kerntechnischen Anlage der Stufe 2, ein Ernster Störfall der Stufe 3. Stufe 0 entspricht Pannen, die keine oder nur sehr geringe sicherheitstechnische Bedeutung haben. Ereignisse der Kategorie 1 sind Störungen, also Abweichungen vom normalen Betrieb ohne radiologische Auswirkung. In Kernkraftwerken wird bei einem Störfall meist als erste Gegenmaßnahme eine Reaktorschnellabschaltung ausgelöst, und meist treten auch weitere Sicherheitssysteme in Aktion.

## Chemieindustrie

### Gesetzlicher Hintergrund
In der chemischen Industrie sowie sonstigen Unternehmen der gewerblichen Wirtschaft, aber auch für öffentliche Körperschaften (mit Ausnahme von Einrichtungen der Landesverteidigung), gelten in Deutschland die Vorschriften der Störfallverordnung. Hier sind die wesentlichen Anforderungen an die Betreiber von Betriebsbereichen bzw. Anlagen, die unter den Anwendungsbereich der Störfallverordnung fallen, definiert (u. a. bestehen Pflichten zur Erstellung von Sicherheitskonzept, Sicherheitsmanagement, Sicherheitsbericht, Betriebliche Alarm- und Gefahrenabwehrpläne sowie zur Information der Öffentlichkeit).

### Definition
Gemäß dieser Verordnung ist ein Störfall definiert als „ein Ereignis, wie z. B. eine Emission, ein Brand oder eine Explosion größeren Ausmaßes, das sich aus einer Störung des bestimmungsgemäßen Betriebs in einem unter diese Verordnung fallenden Betriebsbereich oder in einer unter diese Verordnung fallenden Anlage ergibt, das unmittelbar oder später innerhalb oder außerhalb des Betriebsbereichs oder der Anlage zu einer ernsten Gefahr oder zu Sachschäden nach Anhang VI Teil 1 Ziffer I Nr. 4 der Störfallverordnung führt und bei dem ein oder mehrere gefährliche Stoffe beteiligt sind“. Eine ernste Gefahr ist definiert als „eine Gefahr, bei der das Leben von Menschen bedroht wird oder schwerwiegende Gesundheitsbeeinträchtigungen von Menschen zu befürchten sind, die Gesundheit einer großen Zahl von Menschen beeinträchtigt werden kann oder die Umwelt, insbesondere Tiere und Pflanzen, der Boden, das Wasser, die Atmosphäre sowie Kultur- oder sonstige Sachgüter geschädigt werden können, falls durch eine Veränderung ihres Bestandes oder ihrer Nutzbarkeit das Gemeinwohl beeinträchtigt würde.“
Die gefährlichen Stoffe sind dabei in der Verordnung selbst genannt. Betriebsbereiche bzw. Anlagen, für die die Verordnung zur Anwendung kommt, sind solche, für die Mengenschwellen vorhandener gefährlicher Stoffe bestimmte, in der Verordnung definierte Grenzwerte überschreiten.
Der Begriff Störfall aus der Störfallverordnung beschreibt damit Ereignisse mit Auswirkungen auch auf die Umgebung einer Anlage, während sich in der Kerntechnik Störfälle auf den Bereich der Anlage beschränken.
Was die Sicherheitsvorkehrungen gegen solche Störfälle (Chemiesicherheit) anbelangt, spricht man hier v. a. auch von „Zweit-Barrieren“: z. B. Rohre mit Doppelmantel, Tankwannen oder abgedichtete Schutzbauwerke sollen Freisetzungen gefährlicher Stoffe wenn immer möglich vermeiden. Nicht ausreichender Schutz besteht allerdings teils gegen Explosions- und Brandlasten.